# Air Mediterranean
Air Mediterranean è una compagnia aerea charter greca con sede ad Atene e hub presso l'aeroporto Internazionale di Atene.

## Storia
Nel gennaio 2017, Air Mediterranean ha ottenuto il certificato di operatore aereo (COA), ai sensi dell'Autorità ellenica per l'aviazione civile in conformità con il regolamento dell'Agenzia europea per la sicurezza aerea (EASA).
Il piano della compagnia era quello di coprire il divario tra i paesi con connettività scarsa o assente, collegando l'Europa con i mercati in rapida espansione del Medio Oriente e dell'Africa, utilizzando Atene come hub. Air Mediterranean iniziò le operazioni passeggeri di linea il 1º novembre 2017. Tuttavia, il 18 gennaio 2018, la compagnia sospese tutti i voli. Nel febbraio 2018, la compagnia annunciò che avrebbe cessato tutte le operazioni programmate e si sarebbe concentrata invece sulle operazioni charter.

## Destinazioni
| Nazione             | Città            | Aeroporto                                   | Note                    | Fonti |
| ------------------- | ---------------- | ------------------------------------------- | ----------------------- | ----- |
| Bulgaria            | Varna            | Aeroporto di Varna                          | Destinazione stagionale |       |
| Croazia             | Spalato          | Aeroporto di Spalato-Castelli               | Destinazione stagionale |       |
| Repubblica Ceca     | Praga            | Aeroporto di Praga-Ruzyně                   | Destinazione stagionale |       |
| Germania            | Düsseldorf       | Aeroporto di Düsseldorf                     |                         |       |
| Grecia              | Atene            | Aeroporto di Atene-Eleftherios Venizelos    | Hub principale          |       |
| Grecia              | Corfù            | Aeroporto di Corfù-Giovanni Capodistria     | Destinazione stagionale |       |
| Grecia              | Rodi             | Aeroporto di Rodi-Diagoras                  | Destinazione stagionale |       |
| Italia              | Forlì            | Aeroporto di Forlì                          |                         | [ 6 ] |
| Libia               | Bengasi          | Aeroporto di Benina                         |                         | [ 7 ] |
| Spagna              | Palma di Maiorca | Aeroporto di Palma di Maiorca               | Destinazione stagionale |       |
| Svezia              | Stoccolma        | Aeroporto di Stoccolma-Arlanda              |                         | [ 8 ] |
| Siria               | Damasco          | Aeroporto Internazionale di Damasco         |                         |       |
| Emirati Arabi Uniti | Dubai            | Aeroporto Internazionale di Dubai-Al Maktum |                         |       |

## Flotta
A giugno 2025 la flotta di Air Mediterranean è così composta: